# Święta wojna (сериал)
„Święta wojna“ (Свещена война) е полски сериал, създаден през 2000 година от режисьора Дарюш Гочал. Във филма повечето от героите си комуникират на силезки диалект, смесен с полски книжовен език.

## Актьорски състав
| Актьор              | Роля                                            |
| ------------------- | ----------------------------------------------- |
| Кшищоф Ханке        | Хуберт Дворньок (прякор Берчик)                 |
| Йоанна Бартел       | Анна Дворньок (прякор Анджя), съпруга на Берчик |
| Збигнев Бучковски   | Збишек Пичяковски, приятел на Берчик            |
| Юзеф Полок          | Ернест Коволик, шурей на Анна                   |
| Богдан Калюс        | Герард Новак, бате на Берчик                    |
| Гжегож Сташяк       | Алойз, собственик механа                        |
| Гертруда Шалша      | Карликова, съседка на Дворньок                  |
| Павел Полол         | Джони, пощальонът                               |
| Ян Якуб Скупински   | Хуберт, относителен на Берчик                   |
| Анджей Мрозек       | Кипа, бате на Берчик                            |
| Марюш Шафош         | полицай                                         |
| Кшищоф Респондек    | Евалд, бате на Берчик                           |
| Йоанна Мелцаж-Лихен | Агата, любовница на Збишек                      |
| и други             |                                                 |

## Награди и номинации
| Награди                | Награди                    | Награди       | Награди                |
| Награда                | Категория                  | Име           | Резултат               |
| ---------------------- | -------------------------- | ------------- | ---------------------- |
| Награди Телекамери     | Най-добър сериал – комедия | Święta wojna  | Номинация              |
| Награди „Злоти Гранат“ | Най-добър актьор           | Йоанна Бартел | Награда „Злоти Гранат“ |